# Flughafen Winnyzja

i8
i11
i13
Der Flughafen Winnyzja (ukrainisch Міжнародний Аеропорт «Вінниця» (Гавришівка), Mischnarodnyj Aeroport „Winnyzja“ (Gawryschiwka), IATA-Code: VIN, ICAO-Code: UKWW) ist der Flughafen der westukrainischen Stadt Winnyzja und liegt etwa acht Kilometer östlich des Stadtzentrums.
Der Flughafen existiert seit den 1950er Jahren und ist für Flugzeuge in der Größe der Typen Airbus A320, Boeing 737, Tupolew Tu-154, Jakowlew Jak-42 oder Saab 340 geeignet. Er wird unter anderem von der Fluggesellschaft Ukraine International Airlines angeflogen, umfasst eine Fläche von 226 Hektar und hat eine Start- und Landebahn aus Beton mit einer Länge von 2500 Metern und einer Breite von 42 Metern.
Nach dem russischen Überfall auf die Ukraine wurde der Flughafen Winnyzja am 6. März 2022 laut dem ukrainischen Präsidenten Wolodymyr Selenskyj durch russische Raketen zerstört. Dabei wurden sechs Zivilisten und vier Militärangehörige getötet sowie sechs Personen verletzt.